# Nati nel 1593
| Questa pagina contiene informazioni ricavate automaticamente dalle voci biografiche con l'ausilio del template Bio e di un bot. L'aggiornamento è periodico e automatico e ricostruisce completamente la pagina. Se manca una persona in questa lista, sei pregato di non aggiungerla, ma accertati piuttosto che la sua voce biografica contenga il template Bio e che i dati anagrafici siano correttamente compilati. Se il template Bio manca, inseriscilo tu stesso o, in alternativa, metti l'avviso {{tmp\|Bio}} che ne segnala la mancanza. Se i dati riportati sono sbagliati, correggi direttamente la voce biografica; le modifiche saranno visibili in questa lista entro pochi giorni. Per chiarimenti vedi il progetto biografie. La lista contiene solo le 83 persone che sono citate nell'enciclopedia e per le quali è stato implementato correttamente il template Bio. Pagina aggiornata al 26 apr 2025. |

## Gennaio(3)
- 3 gennaio - Valeriano Castiglione, religioso e scrittore italiano († 1663)
- 6 gennaio - Francesca Farnese, monaca cristiana e badessa italiana († 1651)
- 10 gennaio - Maurizio di Savoia, cardinale e vescovo cattolico italiano († 1657)

## Febbraio(5)
- 5 febbraio - Marina Antonazzoni, attrice teatrale italiana († 1639)
- 8 febbraio - Louis de Nogaret de La Valette d'Épernon, cardinale, arcivescovo cattolico e condottiero francese († 1639)
- 24 febbraio - Henry de Vere, XVIII conte di Oxford, avvocato e militare britannico († 1625)
- 25 febbraio - Antonio da Virgoletta, missionario italiano († 1641)
- 28 febbraio - Heinrich Wilhelm von Starhemberg, nobile, diplomatico e militare austriaco († 1675)

## Marzo(4)
- 1º marzo - Franz Wilhelm von Wartenberg, cardinale e vescovo cattolico tedesco († 1661)
- 10 marzo - Georges de La Tour, pittore francese († 1652)
- 22 marzo - Johann Ulrich Steigleder, organista e compositore tedesco († 1635)
- 25 marzo - Giovanni de Brébeuf, missionario, presbitero e gesuita francese († 1649)

## Aprile(4)
- 3 aprile - George Herbert, poeta e oratore inglese († 1633)
- 10 aprile - Francesco Giovanni Gonzaga, nobile († 1636)
- 13 aprile - Thomas Wentworth, I conte di Strafford, politico inglese († 1641)
- 22 aprile - Matteo Sacchetti, I marchese di Castel Rigattini, nobile italiano († 1659)

## Maggio(4)
- 2 maggio - John Forbes, teologo scozzese († 1648)
- 2 maggio - Caterina di Ferdinando de' Medici, nobile († 1629)
- 19 maggio - Jacob Jordaens, pittore fiammingo († 1678)
- 19 maggio - Claude Vignon, pittore, incisore e illustratore francese († 1670)

## Giugno(3)
- 8 giugno - Giorgio I Rákóczi, principe († 1648)
- 23 giugno - Elisabetta di Brunswick-Wolfenbüttel, duchessa († 1650)
- 24 giugno - Abraham von Franckenberg, mistico tedesco († 1652)

## Luglio(4)
- 5 luglio - Achille d'Estampes de Valençay, cardinale francese († 1646)
- 8 luglio - Artemisia Gentileschi, pittrice italiana
- 23 luglio - Pietro Bini, presbitero e educatore italiano († 1635)
- 30 luglio - Guglielmo di Baden-Baden, nobile tedesco († 1677)

## Agosto(2)
- 9 agosto - Izaak Walton, scrittore britannico († 1683)
- 23 agosto - Fulvio Testi, diplomatico e poeta italiano († 1646)

## Settembre(5)
- 5 settembre - Orazio Riminaldi, pittore italiano († 1630)
- 6 settembre - Mumtaz Mahal, nobildonna persiana († 1631)
- 14 settembre - Ippolito Francini, artigiano italiano († 1653)
- 18 settembre - Leonardo Agostini, antiquario, numismatico e archeologo italiano († 1676)
- 22 settembre - Matthäus Merian, incisore e disegnatore svizzero († 1650)

## Ottobre(6)
- 9 ottobre - Nicolaes Tulp, medico e politico olandese († 1674)
- 11 ottobre - Hubrecht van den Eynde, scultore fiammingo († 1662)
- 18 ottobre - Carlo Federico I di Münsterberg-Oels, nobile boemo († 1647)
- 22 ottobre - Giacomo II Malaspina, nobile italiano († 1663)
- 24 ottobre - Francesco Albizzi, cardinale italiano († 1684)
- 28 ottobre - Girolamo Cialdieri, pittore italiano († 1680)

## Novembre(4)
- 1º novembre - Abel Servien, politico, diplomatico e nobile francese († 1659)
- 3 novembre - Giovanni Battista Barbiani, pittore italiano († 1650)
- 7 novembre - Willem van Haecht, pittore, incisore e museologo fiammingo († 1637)
- 25 novembre - Alano di Solminihac, vescovo cattolico francese († 1659)

## Dicembre(4)
- 4 dicembre - Barbara di Württemberg, nobile († 1627)
- 5 dicembre - Liborius Wagner, presbitero tedesco († 1631)
- 15 dicembre - Antonio Bruni, poeta italiano († 1635)
- 23 dicembre - Ercole Sarti, pittore italiano

## Senza giorno specificato(35)
- Jean Absat, scrittore e mistico francese († 1651)
- Giulio Cesare Barbera, arcivescovo cattolico italiano († 1660)
- Francesco Bianchi Buonavita, pittore italiano († 1658)
- Robert Blair, teologo scozzese († 1666)
- Prospero Caffarelli, cardinale italiano († 1659)
- Giorgio Darmini, vescovo cattolico italiano († 1670)
- Stefano De Mari, doge († 1674)
- Anthony van Diemen, politico olandese († 1645)
- Cesare Durazzo, doge († 1680)
- Luis Fernández de Córdoba y Arce, generale e navigatore spagnolo († 1673)
- Francesco Generini, scultore e ingegnere italiano († 1663)
- Giovanni Paolo Ghianda, pittore italiano († 1637)
- Francesco Gonzaga, militare italiano († 1643)
- Hong Chengchou, politico e militare cinese († 1665)
- Kandahari Begum, principessa persiana
- Kimura Shigenari, militare giapponese († 1615)
- Kyōgoku Tadataka, militare giapponese († 1637)
- Louis Le Nain, pittore francese († 1648)
- Jerónimo Lobo, gesuita portoghese († 1678)
- Pierre Nivelle, vescovo cattolico, abate e pittore francese († 1661)
- Giovanni Battista Pacetti, pittore italiano († 1630)
- Juan Angel Puxeddu, pittore e scultore italiano († 1680)
- Cosme Pérez, attore teatrale spagnolo († 1672)
- Giacomo Rho, gesuita italiano († 1638)
- Claudia Rusca, monaca cristiana, compositrice e musicista italiana († 1676)
- Francis Russell, IV conte di Bedford, politico inglese († 1641)
- Lorenzo de San Nicolas, religioso e architetto spagnolo († 1679)
- Sforzino Sforza, nobile e militare italiano († 1644)
- William Stafford, scrittore inglese († 1684)
- Costante Tencalla, scultore e architetto svizzero († 1646)
- Toyotomi Hideyori, militare giapponese († 1615)
- Jan van de Velde II, incisore, pittore e disegnatore olandese († 1641)
- Christopher Villiers, nobile inglese († 1630)
- Adriaen de Bie, pittore e incisore fiammingo († 1668)
- Charles de Saint-Etienne de La Tour, esploratore francese († 1666)